# یوتا (فیلم)
«یوتا» (انگلیسی: Utah (film)) فیلمی در ژانر وسترن است که در سال ۱۹۴۵ منتشر شد. از بازیگران آن می‌توان به روی راجرز، جرج (گبی) هیز، و گرانت ویثرز اشاره کرد.